# Parlamentarische Versammlung der OSZE
Die Parlamentarische Versammlung der OSZE, englisch Parliamentary Assembly of the Organization for Security and Co-operation in Europe (OSCEPA), ist eine Institution der Organisation für Sicherheit und Zusammenarbeit in Europa (OSZE). Die Hauptaufgabe der Versammlung mit 323 Mitgliedern aus 56 Ländern, die wiederum entsandte Abgeordnete ihrer nationalen Parlamente sind, besteht darin den interparlamentarischen Dialog zu fördern.
Die Versammlung wird von einem jährlich Vorsitzenden geleitet, seit Juli 2021 hat Margareta Cederfelt diese Funktion inne. Die Versammlung wird von einem Generalsekretariat mit Sitz in Kopenhagen unterstützt.

## Ziele

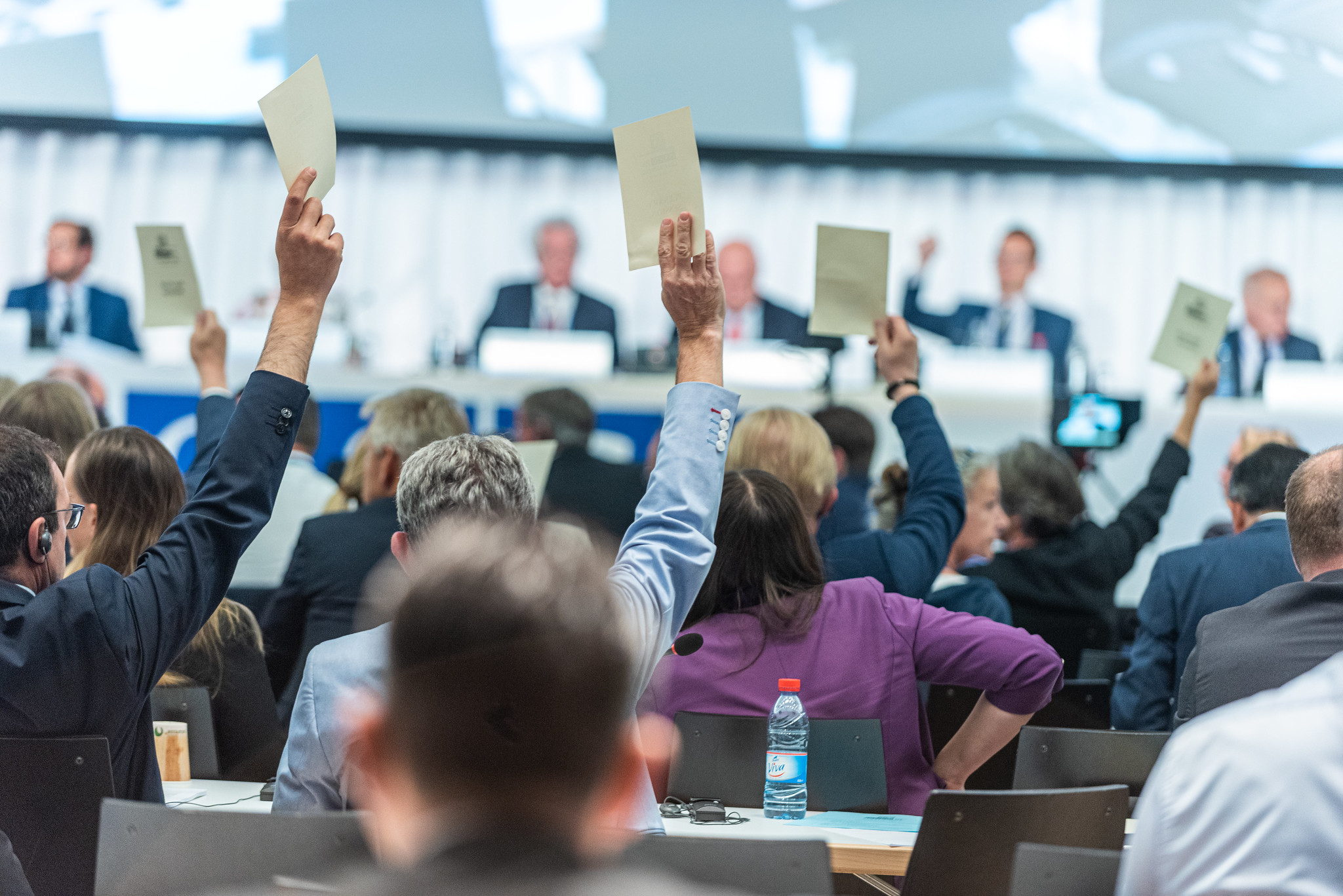
Abstimmung in der Plenarsitzung der Parlamentarischen Versammlung der OSZE während ihrer Sommertagung in Luxemburg im Juli 2019

Die Ziele der Parlamentarischen Versammlung sind laut eigener Geschäftsordnung die Beurteilung der Umsetzung der OSZE-Ziele durch die Mitgliedsstaaten, Erörterung von Themen, die auf den Treffen des Ministerrats und den Gipfeltreffen der Staats- und Regierungschefs der OSZE behandelt werden; Entwicklung und Förderung von Mechanismen zur Konfliktverhütung und -beilegung; Unterstützung der Stärkung und Konsolidierung der demokratischen Institutionen in den OSZE-Mitgliedsstaaten, sowie einen Beitrag zur Entwicklung der institutionellen Strukturen der OSZE sowie der Beziehungen und der Zusammenarbeit zwischen den bestehenden OSZE-Institutionen zu leisten.
Zur Verfolgung dieser Ziele setzt die Parlamentarische Versammlung der OSZE eine Vielzahl von Mitteln ein: Jedes Jahr werden auf der Jahrestagung eine Schlusserklärung und eine Reihe von Entschließungen und Empfehlungen verabschiedet. Des Weiteren konzipiert die Versammlung verschiedene Programme, darunter ein umfassendes Wahlbeobachtungsprogramm und verschiedene Seminare, zur Entwicklung und Stärkung der Demokratie konzipiert. Bei latenten und aktiven Krisen entsendet die Parlamentarische Versammlung auf Beschluss auch Delegationen zu Sondermissionen in derlei Gebiete.

## Geschichte
Die Parlamentarische Versammlung wurde ursprünglich auf dem Pariser Gipfeltreffen von 1990 eingerichtet, um eine stärkere Beteiligung der nationalen Parlamente der Mitgliedsstaaten an der KSZE zu fördern. Durch die Verabschiedung von Entschließungen und die Herausgabe formeller Empfehlungen an die Regierungsseite der OSZE und an die Parlamente soll sie die Umsetzung der KSZE-Ziele durch die Mitgliedsstaaten, auch durch gesetzgeberische Maßnahmen, verfolgen.
Im April 1991 versammelten sich auf Einladung des spanischen Parlaments hochrangige parlamentarische Führungspersönlichkeiten aus allen KSZE-Teilnehmerstaaten in Madrid mit dem besonderen Ziel, eine Parlamentarische Versammlung der KSZE zu schaffen, wie von ihren jeweiligen Staats- und Regierungschefs gefordert. Das Ergebnis des Treffens war die „Madrider Erklärung“, in der die grundlegende Geschäftsordnung, die Arbeitsmethoden, die Größe, das Mandat und die Stimmenverteilung der Versammlung festgelegt wurden.
Im Juli 1992 fand in Budapest die erste formelle Sitzung der Parlamentarischen Versammlung statt. Die Versammlung beschloss unter anderem, eine Einladung des dänischen Parlaments zur Einrichtung eines internationalen Sekretariats in Kopenhagen anzunehmen.
Auf der Jahrestagung der Parlamentarischen Versammlung der OSZE in Helsinki 1993 forderte die damalige amtierende Vorsitzende, die schwedische Außenministerin Margaretha af Ugglas, die Parlamentarier zur aktiven Teilnahme an der Wahlbeobachtung und -überwachung auf. Als Reaktion darauf entwickelte die Parlamentarische Versammlung ein besonders aktives Programm für Wahlbeobachtungen innerhalb der OSZE. Mehr als 5000 Parlamentarier der Parlamentarischen Versammlung der OSZE haben seit 1993 rund 140 Wahlen beobachtet und ihre Erfahrung als gewählte Funktionäre genutzt, um die Glaubwürdigkeit und Sichtbarkeit der Wahlbeobachtungsarbeit der OSZE zu erhöhen.
Im Jahre 1994 wurde die KSZE aufgrund der erweiterten Rolle der Organisation in Organisation für Sicherheit und Zusammenarbeit in Europa umbenannt.
Die KSZE-OSZE-Gipfeltreffen in Helsinki (1992), Budapest (1994) und Istanbul (1999) bekräftigten das Interesse der Teilnehmerstaaten an einer aktiven Teilnahme von Parlamentariern am OSZE-Prozess und beauftragten den Amtierenden Vorsitzenden, enge Kontakte zur Parlamentarischen Versammlung zu pflegen, den Ständigen Rat auf deren Empfehlungen hinzuweisen und die Parlamentarier über die Aktivitäten der OSZE zu informieren.

## Strukturen

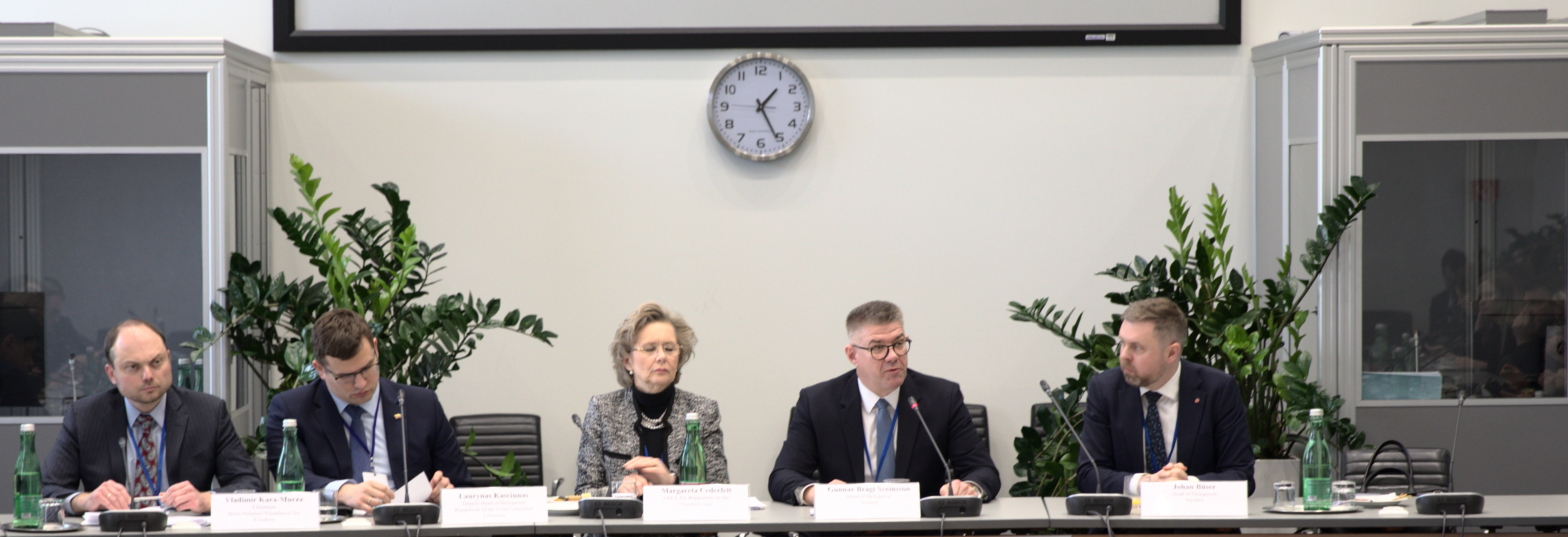
Vorstellung des Nemzow-Berichts der Parlamentarischen Versammlung der OSZE im Bibliotheksaal des Kongress- und Veranstaltungszentrums Hofburg

### Ausschüsse
Die Parlamentarische Versammlung unterhält drei parlamentarische Ausschüsse, die den drei Hauptabschnitt der KSZE-Schlussakte von Helsinki entsprechen:
- den Allgemeinen Ausschuss für politische Angelegenheiten und Sicherheit
- den Allgemeinen Ausschuss für Wirtschaft, Wissenschaft, Technologie und Umwelt
- und den Allgemeinen Ausschuss für Demokratie, Menschenrechte und humanitäre Fragen.

Der Ständige Ausschuss besteht aus den Leitungen der nationalen Delegationen und den Mitgliedern des Präsidiums der Versammlung. Der Ständige Ausschuss und das Präsidium bereiten die Arbeit der Versammlung zwischen den Tagungen vor und gewährleisten die effiziente Arbeit der Versammlung. Mehrere andere Ausschüsse und Gruppen befassen sich mit spezifischen Fragen oder Bereichen, die die Aufmerksamkeit des Parlaments verdienen können.

### Vorsitz der Parlamentarischen Versammlung
Auf jeder Jahrestagung wählt die Parlamentarische Versammlung der OSZE einen Vorsitz, genannt Präsident bzw. Präsidentin. Die amtsinhabende Person fungiert als höchste Vertretung der Versammlung, ernennt Sonderbeauftragte zu wichtigen Themen, empfiehlt dem amtierenden Vorsitzenden der OSZE die Leitungen für OSZE-Wahlbeobachtungsmissionen, und führt den Vorsitz in den Sitzungen der Parlamentarischen Versammlung führt. Der Präsident oder Präsidentin wird für ein Jahr gewählt und kann für eine weitere einjährige Amtszeit wiedergewählt werden. Protokollarisch ist der Vorsitzende einem nationalen Parlamentspräsidenten oder -präsidentin gleichgestellt.
Acht Vize-Präsidentinnen und -Präsidenten unterstützten den Vorsitzenden bei der Ausführung seiner bzw. ihrer Aufgaben, sie werden für drei Jahre gewählt.

### Generalsekretariat

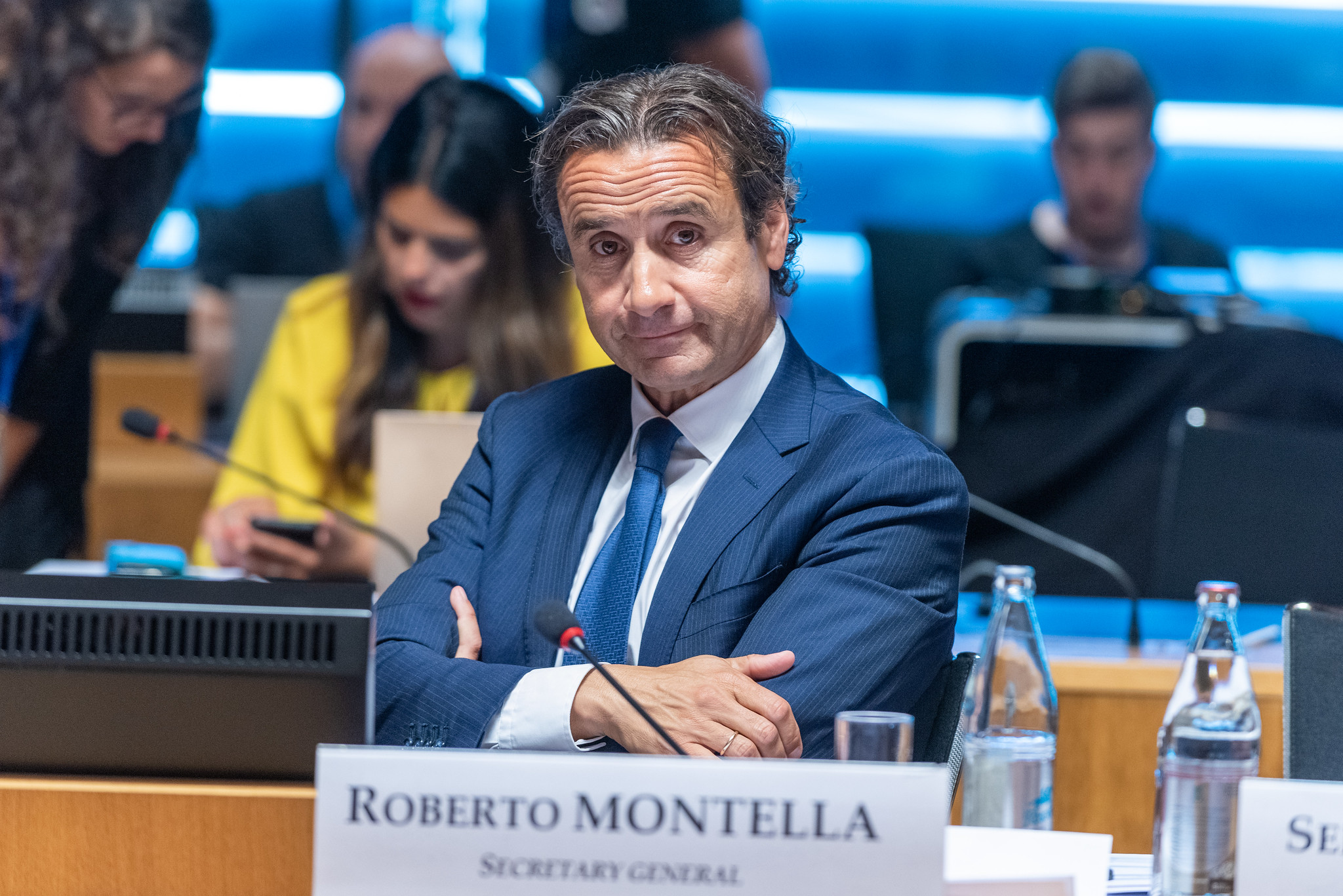
Roberto Montella ist seit 2016 Generalsekretär der Parlamentarischen Versammlung

Die Parlamentarische Versammlung wird von einem Generalsekretariat unterstützt, das seinen Sitz in Kopenhagen (Dänemark) in den Räumen des Folketing hat. Der Ständige Ausschuss der Delegationsleiter beschloss 1995, die Amtszeit des Generalsekretärs auf fünf Jahre festzulegen. Von 1992 bis 2015 war Robert Spencer Oliver Generalsekretär. Er wurde einstimmig wiedergewählt und anschließend dreimal für fünf Jahre wiedergewählt. Ende 2015 trat er von seinem Amt zurück. Seit 2016 hat Roberto Montella die Funktion inne.

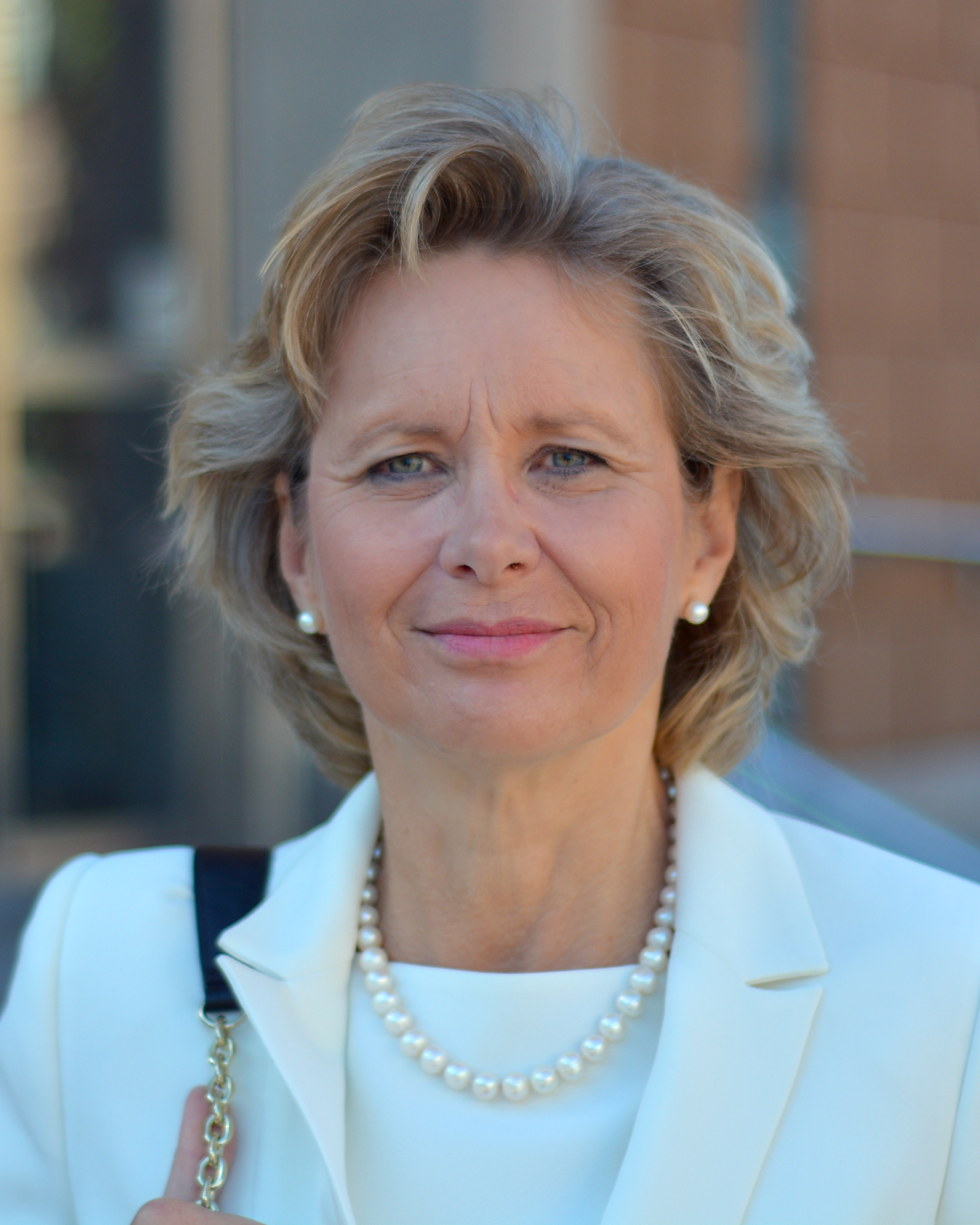
Margareta Cederfelt, Vorsitzende der Parlamentarischen Versammlung seit Juli 2021

Des Weiteren verfügt die Parlamentarische Versammlung über ein Verbindungsbüro in Wien beim Generalsekretariat der OSZE.

## Vorsitzende der Parlamentarischen Versammlung
| Name                | Land                   | Amtszeit  |
| ------------------- | ---------------------- | --------- |
| Ilkka Suominen      | Finnland               | 1992–1994 |
| Frank Swaelen       | Belgien                | 1994–1996 |
| Javier Rupérez      | Spanien                | 1996–1998 |
| Helle Degn          | Dänemark               | 1998–2000 |
| Adrian Severin      | Rumänien               | 2000–2002 |
| Bruce George        | Vereinigtes Königreich | 2002–2004 |
| Alcee Hastings      | Vereinigte Staaten     | 2004–2006 |
| Göran Lennmarker    | Schweden               | 2006–2008 |
| João Soares         | Portugal               | 2008–2010 |
| Petros Efthymiou    | Griechenland           | 2010–2012 |
| Riccardo Migliori   | Italien                | 2012–2013 |
| Wolfgang Großruck   | Österreich             | 2013      |
| Ranko Krivokapić    | Montenegro             | 2013–2014 |
| Ilkka Kanerva       | Finnland               | 2014–2016 |
| Christine Muttonen  | Österreich             | 2016–2017 |
| Giorgi Zereteli     | Georgien               | 2017–2020 |
| Peter Bowness       | Vereinigtes Königreich | 2020–2021 |
| Margareta Cederfelt | Schweden               | 2021–     |